# Rehobothkerk (Zeist)
De Rehobothkerk is een kerkgebouw van de Gereformeerde Gemeenten aan de Joubertlaan in Zeist, gebouwd in 1972 naar een ontwerp van architectenbureau Van Hoogevest uit Amersfoort. De bakstenen zaalkerk heeft 1.160 zitplaatsen. Dat het kerkgebouw een afwijkende vorm heeft ten opzichte van de omgeving, is te wijten aan het feit dat de bouw van de kerk een eerste aanzet was tot het vernieuwde kernplan. In de omgeving van het kerkgebouw waren flats gepland. Op deze wijze moest de bouw in het kerngebied als één geheel beschouwd worden. Na de bouw van de kerk veranderde het kernplan. Het gebied waarin de kerk stond werd toen gewijzigd en werd een rehabilitatiegebied, hetgeen betekende dat de woningen niet werden afgebroken voor nieuwbouw maar werden gerehabiliteerd. Door deze wijziging zijn de kerk en de nabijgelegen watertoren de enige hoogbouwwerken in de omgeving gebleven. De hoogte van de torens is 19 m, die van het dak in het middengedeelte 17 m terwijl de buitendiameter van de kerk 33 m is. In de kerk zijn 220.000 bakstenen verwerkt.

## Geschiedenis
De eerste samenkomst is gehouden op 5 oktober 1882. Deze samenkomst (en nog volgende) is gehouden in het lokaal bezijden het weeshuis aan de Torenlaan bij Jan van den Burg. In later aankondigingen werd vermeld het lokaal bij Jan van den Burg. Deze wijze van aankondigen werd gevolgd tot november 1884. Zeist telde toen circa 6.000 inwoners.
Het jaar 1884 is een opmerkelijk jaar, aangezien op 20 november 1884 de eerste doopdienst is gehouden. De naam van de dopeling was Wilhelm Carl zoon van Johann Carl Hermann Elgete en Martha Wilhelmina Nebbeling. Deze datum is toen aangehouden als het begin van de gemeente te Zeist omdat een andere datum niet bekend is. In de diensten te Zeist ging tot 1885 uitsluitend oefenaar D. Wijting uit Goes voor. Vermoedelijk heeft ds. D. Wijting de eerste doopdienst gehouden. Het kerkgebouwtje met het ervoor gelegen woonhuis is in 1886 gekocht door een viertal personen, te weten Matthijs de Bruin, C. van Dam, J. van Ekeren en T. van Ekeren. Dit kerkje, dat ook wel de naam had van het kerkje in het bos, lag inderdaad in het groen, want links en rechts ervan was het bos nog aanwezig, terwijl aan de overzijde een heideveld was gelegen.
Na ds. D. Wijting werd de gemeente tot 1904 gediend door ds. G. van Reenen, die eveneens schrijver was. In 1912 werd het nu nog bestaande kerkgebouw aan de Torenlaan in gebruik genomen door wijlen ds. H. Roelofsen. Ds. Roelofsen diende de gemeente van 1913 tot 1927. Bekend is deze predikant ook als de schaapherder van Lunteren.
De gemeente Zeist is een streekgemeente en de leden zijn onder andere woonachtig in de omliggende plaatsen zoals Driebergen, De Bilt, Bunnik, Houten, Werkhoven en Doorn. Vanuit Zeist zijn de Gereformeerde gemeenten te Utrecht en Soest ontstaan. Door deze groei van de gemeente werd het kerkgebouw aan de Torenlaan te klein en werd naar oplossingen gezocht.
In de jaren zestig deed zich voor de Gereformeerde gemeente een gunstige ontwikkeling voor. Door het kernplan in het centrum van Zeist kon een ruiltransactie gerealiseerd worden. Dit hield in dat men het kerkgebouw kon verkopen aan de gemeente en grond kon terugkrijgen op de hoek van de Bergweg-Joubertlaan, eveneens in het centrum waar dan de nieuwe kerk gebouwd kon worden.
Voordat met de bouw begonnen kon worden, moest eerst het hervormde Oude Liedenhuis afgebroken worden om ruimte te maken voor het kerkgebouw. Vervolgens werden plannen gemaakt voor de bouw van een nieuwe kerk en werd een bouwcommissie benoemd. Dit alles leidde tot de bouw van de huidige kerk.
Op 1 juni 1972 werd de Rehobothkerk, in gebruik genomen. De dienst werd geleid door wijlen ds. G. J. van de Noort. De gemeente is sinds het emeritaat van ds. J.J. van Eckeveld in 2019 vacant.